# Moreaua schoeni
Moreaua schoeni är en svampart som först beskrevs av Vánky & McKenzie, och fick sitt nu gällande namn av Vánky 2000. Moreaua schoeni ingår i släktet Moreaua och familjen Anthracoideaceae.   Inga underarter finns listade i Catalogue of Life.